# 训练用步枪

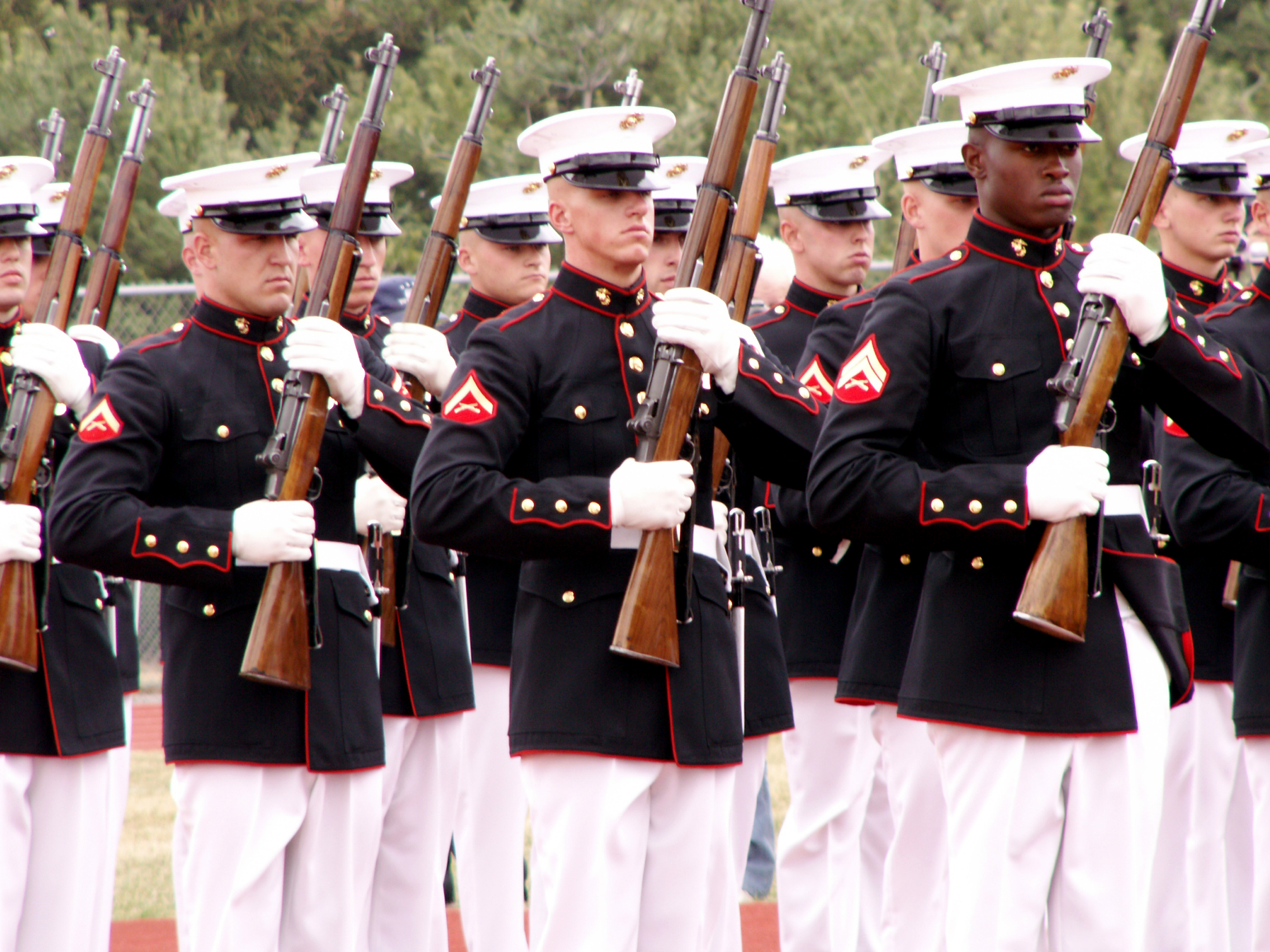
美国海军陆战队的无声操枪排使用M1加兰德步枪表演花式操枪。

训练枪（英語：drill purpose rifle，又称阉枪）是为训练、教学特别改装的枪械。此类枪械通过移除撞针、封闭枪管等方式移除了发射功能。
训练枪指的是使用前、现役军用步枪改装而来的、无发射功能的枪支，与“训练用枪械模型（Rubber duck）”不同。前者有时承担操枪表演、阅兵、礼宾等特殊任务，后者仅在士兵、军官的枪械使用训练、青少年军训时使用。另有部份國家或地區容許平民引入、購買及擁有閹槍。

## 应用

### 澳大利亚
澳大利亚国防军学院团使用L1A1自动装填步枪、斯太尔AUG突击步枪或李-恩菲尔德步枪的礼宾枪版本表演枪操。

### 加拿大
加拿大军校学员使用退役且枪口带有白色标识环的.22或.303口径李-英菲尔德步枪进行花式操枪表演。此类礼宾枪枪托底部有 DP 字样铭文，其枪栓也被移除并销毁。

### 中華人民共和國
中国人民解放军及其仪仗队在阅兵等场合使用修改后无法击发的56-1型半自动步枪作为礼宾用枪
。

### 俄羅斯聯邦
俄羅斯聯邦軍隊的儀仗隊主要使用經改裝過的SKS半自動步槍作儀仗武器。

### 联合王国

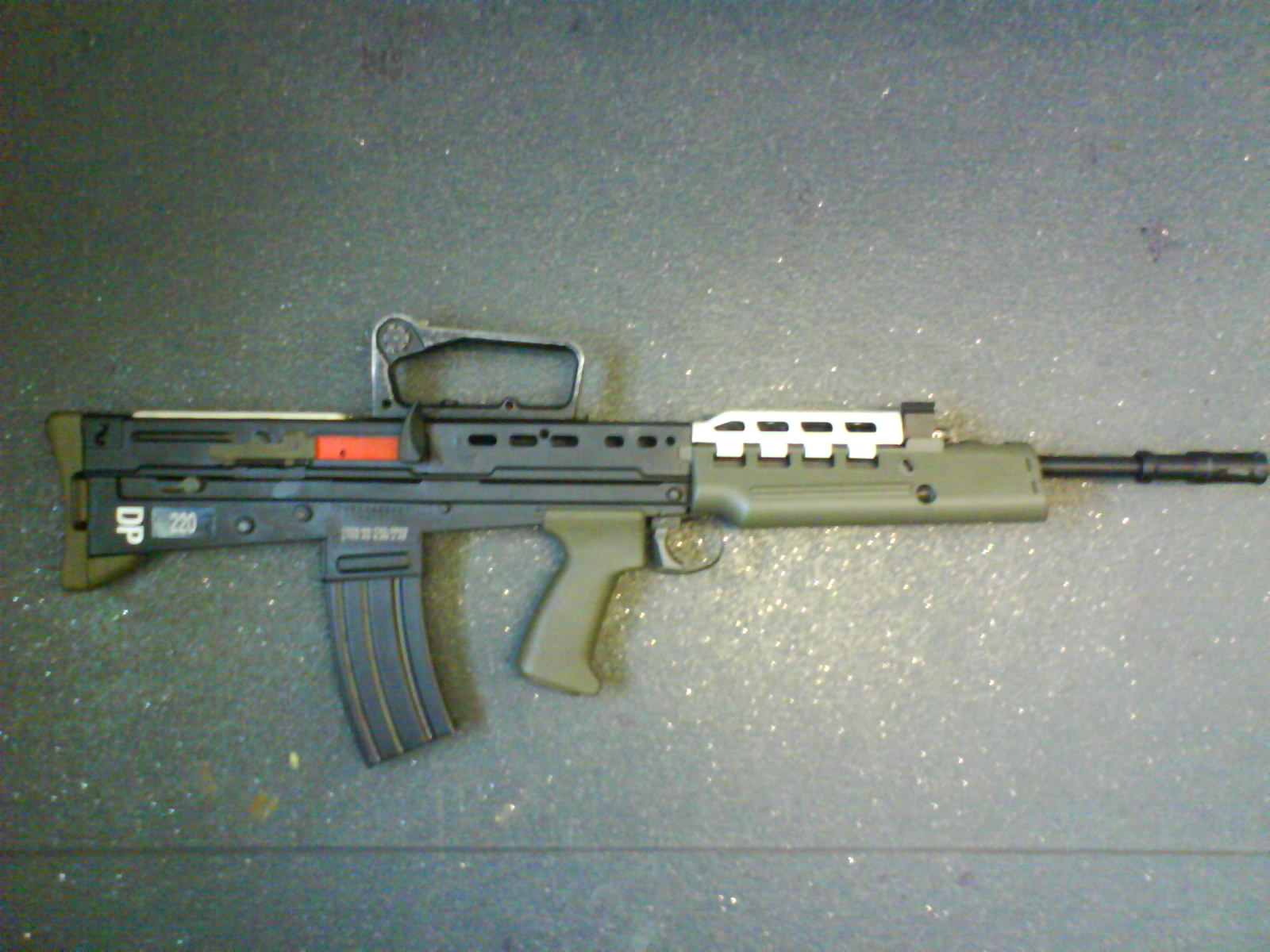
L103A2是L98A2自动步枪的训练用枪版本。

L59A1李-恩菲尔德礼宾枪是联合王国陆军学员部队主要使用的礼宾、教学枪，其枪托处缀有白色环带，底部使用粗黑体印有 DP 字样。有些礼宾枪的机匣枪号处亦刻有DP字样。
目前英国军队学员训练使用的L98A2学员步枪也有其不可发射型号——L103A2。这一型训练用步枪主要用于枪操表演、枪械操作学习。L103的上护木被涂成白色用以区分，部分训练枪的前准具也被移除（如图所示）。

### 美国
美国现役部队花式操枪表演历史悠久。著名团体有美国海军陆战队无声操枪排与老卫队（第三步兵团）操枪队。上述两个团体在操枪表演时使用的是全功能步枪，上膛即可开火。
美国民间爱好者组织的操枪团体，如美国新卫队、夏威夷国王卫队操枪队、夏威夷皇家仪仗队操枪队则使用训练用步枪进行操枪表演。
美国大学中的著名枪操表演团体有使用M1903春田步枪和M1加兰德步枪进行操枪表演的潘兴步枪队。

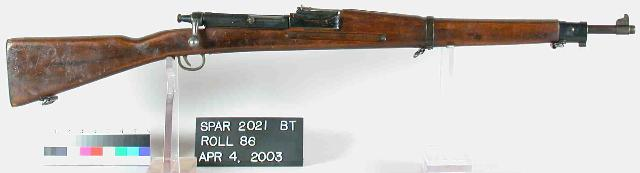
帕里斯-邓恩Mk1训练用步枪海军型

美国枪操表演常用步枪型号除上述两种外，还有M14自动步枪和以带手枪握把的M1903A3为蓝本复制的Mk1型训练枪。

### 中華民國
中華民國三軍儀隊使用M1加蘭德禮槍，槍身被塗成黑色，槍身背帶被改成白色。